# Rover 10
Rover 10 è stato il nome dato a tre modelli di autovettura prodotti dalla Rover dal 1929 al 1947.

## La Rover 10/25 (1929-1933)
La Rover 10/25, che fu lanciata nel 1929, era basata sulla vettura antenata che sostituì, cioè la 9/20. Le sospensioni erano a balestra sulle quattro ruote, ed erano semiellittiche all'avantreno e a quarto d'ellisse al retrotreno. In quest'ultimo era anche installato un assale rigido.
Il motore era a quattro cilindri in linea e valvole in testa. La cilindrata era di 1.185 cm³. Inizialmente questo propulsore aveva l'accensione a magnete, anche se già nel 1929 quest'ultima fu sostituita da un'accensione a bobina. La trazione era posteriore, ed il cambio manuale a tre rapporti.
Con l'obiettivo di ridurre i pesi a molti esemplari fu montato il corpo vettura usando il sistema Weymann.
Nel 1929 la vettura era disponibile in due versioni, Riviera, che era una berlina aperta ed era in vendita a 250 sterlina, e la Sportsman's Coupé, che era una coupé il cui prezzo era 269 sterline.
Il modello fu aggiornato nel 1931 con l'installazione di un nuovo telaio ed un inedito cambio a quattro rapporti. Il prezzo fu abbassato a 189 sterline, e vennero introdotti nuovi corpi vettura in acciaio della Pressed Steel Ltd, che erano già utilizzati sulla Hillman Minx. Le versioni Riviera e Sportsman's Coupé continuarono ad essere offerti insieme ad una nuova versione, denominata Coachbuilt, che era al top della gamma ed aveva una verniciatura bicolore. Nel 1933 fu introdotta la versione Riviera, la quale era dotata di ruote “da artiglieria”, che sostituirono quelle a raggi. Le ruote “da artiglieria” erano denominate così perché venivano costruite secondo una tecnica utilizzata per fabbricare le ruote di alcuni mezzi militari dell'epoca. Sulle Riviera, inoltre, erano installati paraurti anteriori e posteriori.
Di questa prima serie di Rover 10 ne vennero prodotti circa 15.000 esemplari.

## Il primo modello della Rover 10 (1933-1938)
Nel 1933 fu lanciata la prima serie della Rover 10, che era totalmente differente dal modello precedente, cioè dalla 10/25. Montava un telaio completamente nuovo ed un inedito motore a quattro cilindri in linea da 1.389 cm³. Questo modello fu il primo sviluppato dalla Rover dopo che i fratelli Wilks, Spencer e il fratello minore Maurice, arrivarono alla Casa inglese. Il modello era relativamente costoso, dato che era venduto a 238 sterline; ad esempio, il prezzo della Austin 10 era di 168 sterline. Questo però rifletteva la strategia della compagnia, che puntava più a commercializzare vetture di alto livello piuttosto che focalizzare l'attenzione sull'aumento delle vendite. Il corpo vettura in acciaio della Pressed Steel continuò ad essere utilizzato anche su questo modello, anche se non vennero più offerti esemplari con pannelli in tessuto. Inoltre, il telaio era fornito da una vasta gamma di carrozzieri. Il cambio era manuale a quattro rapporti più la retromarcia.
Il motore era montato sul telaio con supporti elastici per ridurre le vibrazioni, ed un dispositivo a ruota libera era installato per aiutare a cambiare marcia per i rapporti non sincronizzati e con l'obiettivo di risparmiare carburante. Riguardo a quest'ultimo, è stato comprovato che l'economia di carburante arrivava fino al 15%. Il dispositivo a ruota libera rimase comune su alcuni modelli Rover fino al 1959. 

## Il secondo modello della Rover 10 (1939-1947)
La versione finale della Rover 10 fu lanciata nel 1939. Il telaio fu leggermente modificato, e ciò portò ad un allungamento del passo di 12 mm. Riguardo al motore, fu modificata la testata, da cui conseguì un aumento della potenza da 44 CV a 48 CV. La cilindrata rimase 1,4 L. Il cambio era manuale quattro rapporti ed era sincronizzato per le due marce più alte. La carrozzeria fu oggetto di un restyling, che uniformò il modello agli altri modelli Rover dell'epoca. Il prezzo di vendita ora era di 275 sterline. Prima dello scoppio della seconda guerra mondiale, che interrusse le attività produttive, furono fabbricati pochi esemplari.
Lo stabilimento di Coventry, dove si produceva il modello, fu danneggiato da un bombardamento nel novembre del 1940 e quindi, cessate le ostilità, le attività produttive vennero trasferite nello stabilimento di Solihull. Il modello fu lievemente modificato, e nel 1947 vennero anche offerti degli esemplari con guida a sinistra che erano destinati al mercato estero. Nello stesso anno fu disponibile l'impianto di riscaldamento come optional e furono prodotte le ultime vetture. Da quando la produzione riprese al termine della seconda guerra mondiale, furono prodotti 2.640 esemplari.